# العلاقات الجورجية العراقية
العلاقات الجورجية العراقية هي العلاقات الثنائية بين جمهورية جورجيا وجمهورية العراق. لا تمتلك جورجيا سفارة لها في بغداد، ولكن العراق لديه سفارة في تبليسي (عاصمة جورجيا).

## دور جورجيا في حرب العراق

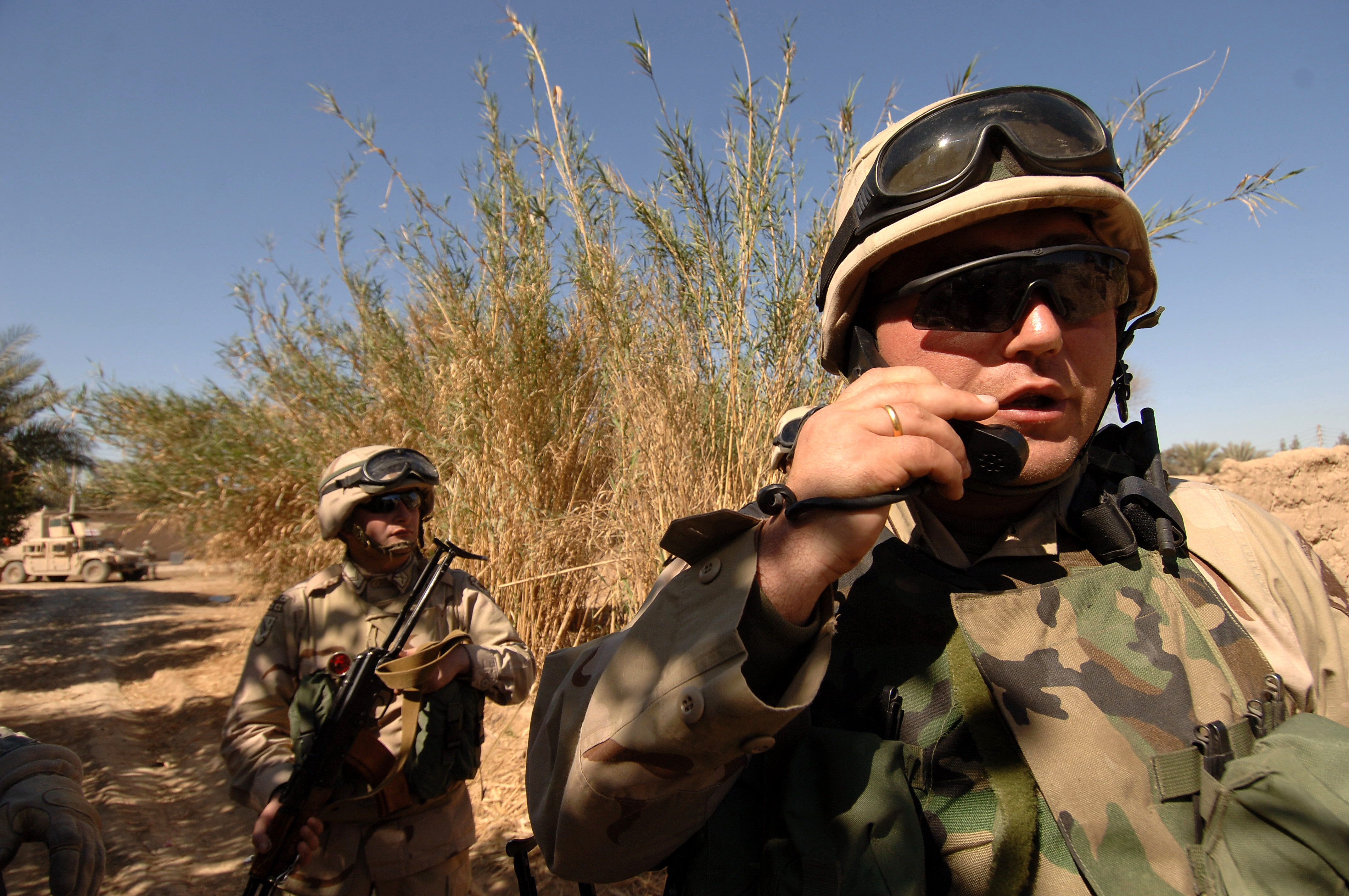
جنود جورجيين من كتيبة المشاة الخفيفة 13TH في مهمة تطهير في منطقة الشاهين، العراق، مارس 2007.

انضمت جورجيا إلى حرب العراق كجزء من التحالف الذي تقوده الولايات المتحدة في أغسطس 2003، وبحلول عام 2008 كانت جورجيا قد نشرت 2,300 جندي في العراق، لتصبح ثالث أكبر مساهم في قوات التحالف في حرب العراق. بالإضافة إلى ذلك قدمت جورجيا كتبة من حوالي 550 جندي إلى بعثة الأمم المتحدة لمساعدة العراق. خلال الحرب بين روسيا وجورجيا في أغسطس 2008. سحبت جورجيا جميع قواتها من العراق، حيث قدمت القوات الجوية الأمريكية دعماً لوجستياً للانسحاب. ففي الفترة بين 10-11 أغسطس 2008، قامت 16 طائرة من نوع بوينغ سي-17 بسحب حوالي 2,000 جندي جورجي من العراق ونقل الإمدادات إلى جورجيا. في المجموع، عانت جورجيا من ثلاثة قتلى في المعارك عام 2008، وأصيب 19 جندي على الأقل في العراق. بالإضافة إلى ذلك، توفي جندي جورجي في حادث سيارة، وانتحر آخر، في عام 2007.

## التعاون
تم افتتاح الخط الجوي بين العراق وجورجيا عام 2013. وبمعدل رحلتين أسبوعياً للخطوط الجوية العراقية إلى تبليسي. وفي وقت لاحق من نفس العام، إلتقى السفير العراقي في تبليسي مع وزير الشؤون الخارجية الجورجي، حيث ناقش الجانبان زيادة التعاون والعلاقات بين البلدين.